# Edward Ohnmacht
Edward Ohnmacht (ur. 1911, zm. ?) – zbrodniarz hitlerowski, członek załogi niemieckiego obozu koncentracyjnego Mauthausen-Gusen.
Należał do Luftwaffe od 1942 do 1943. Od 1942 był członkiem SA. Od kwietnia 1944 do maja 1945 był cywilnym brygadzistą w komandzie pracującym w fabryce zakładów Hermann Göring w Linzu. Pracowali tam więźniowie Linz III, podobozu KL Mauthausen. Ohnmachtowi podlegało nawet do 200 osób. Składał donosy na więźniów, którzy jego zdaniem zbyt wolno pracowali. Na skutek tego zdarzały się ciężkie pobicia więźniów przez esesmanów, a także wykonywano na nich karę chłosty. Sam Ohnmacht również bił podległych mu więźniów.
W procesie załogi Mauthausen-Gusen (US vs. Josef Bartl i inni) skazany został na 10 pozbawienia wolności.